# Khảm sành sứ

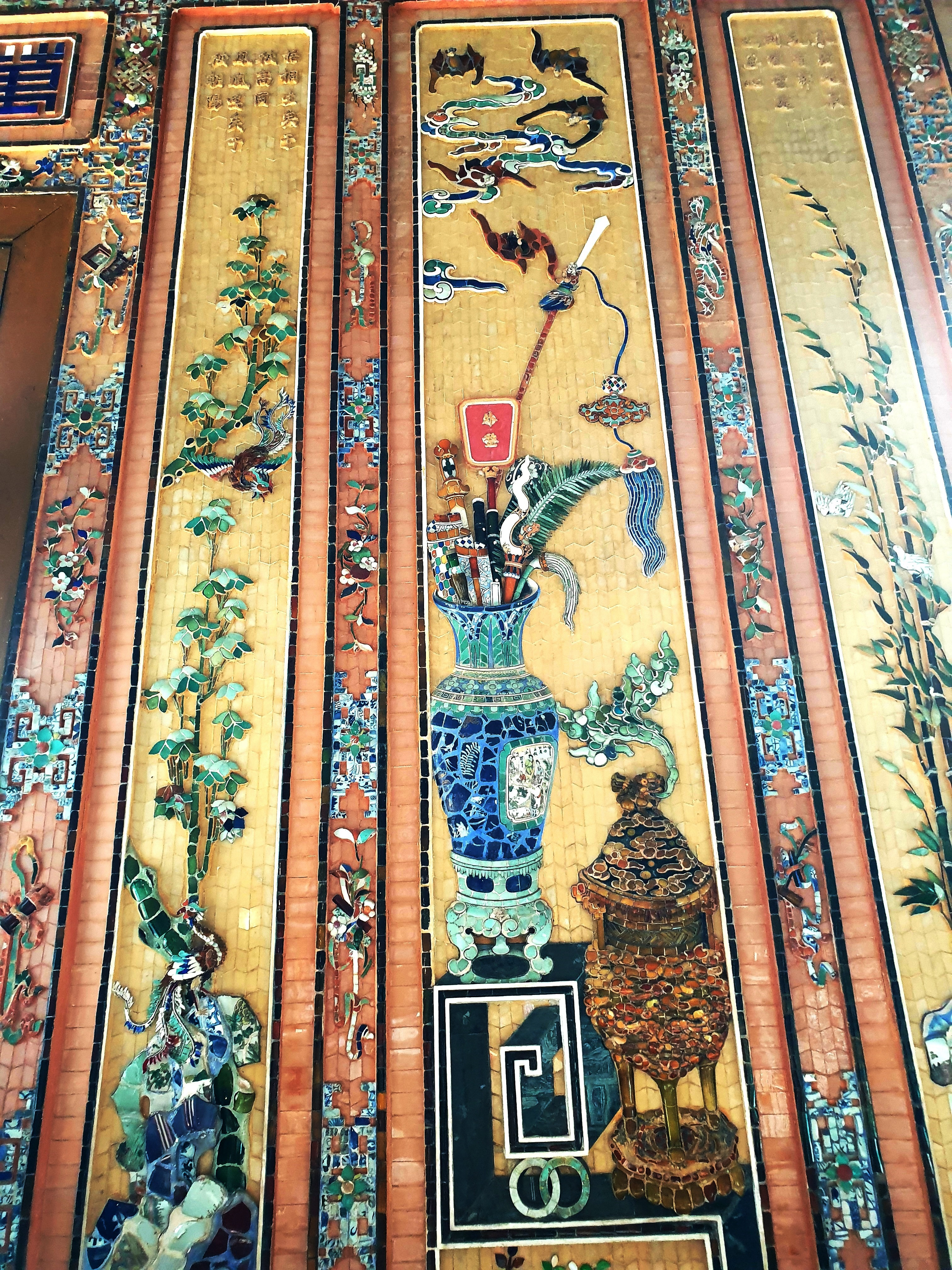
Khảm sành sứ trong Lăng Khải Định

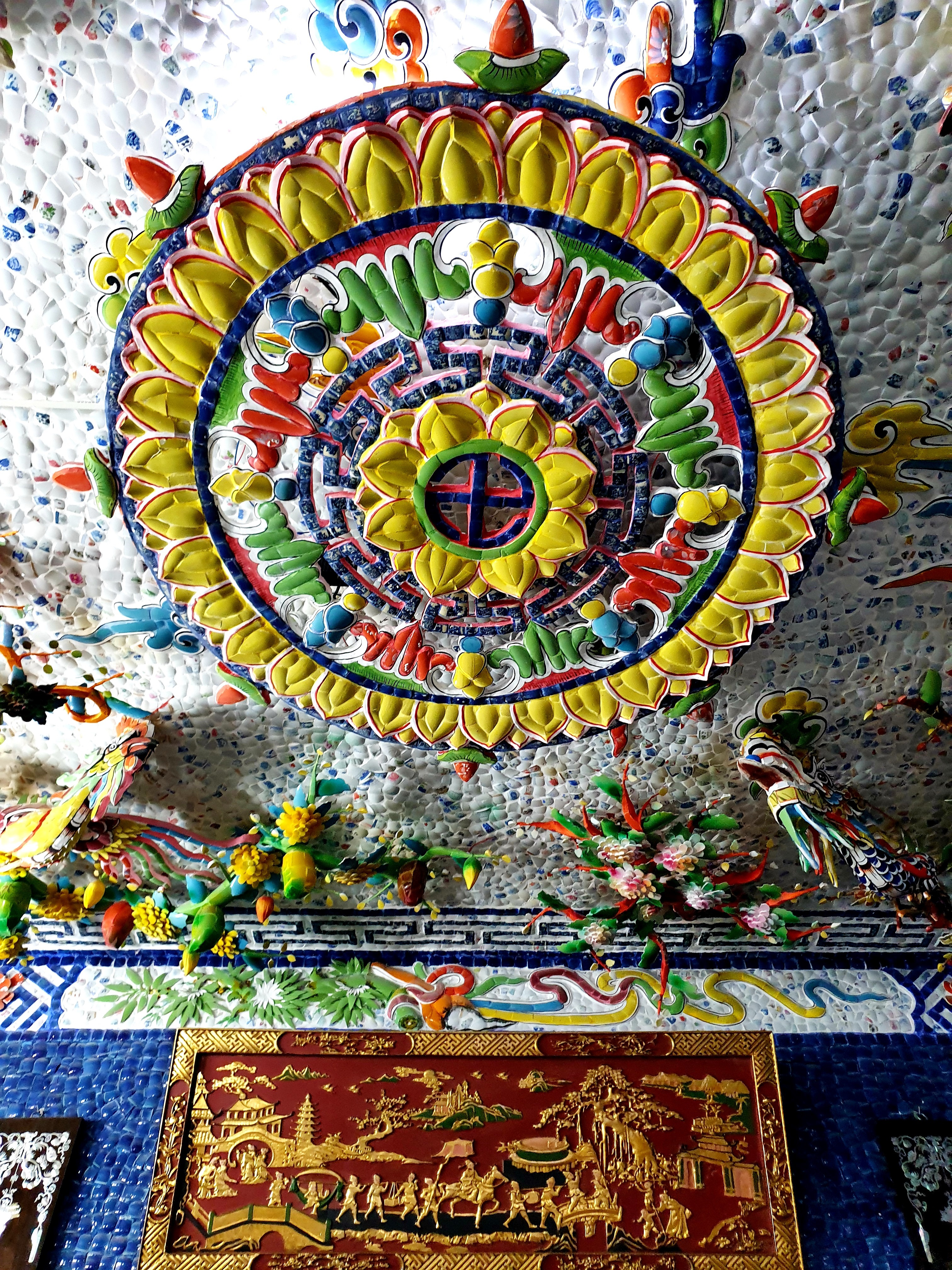
Khảm sành sứ ở chùa Linh Phước

Khảm sành sứ (Trencadís) là một dạng nghệ thuật trang trí tranh khảm (Mosaic) được làm từ việc khảm, ốp, dát các mảnh gạch và đồ sành vỡ (miễng sành) ghép lại với nhau một cách nghệ thuật. Thường thì đồ sành tráng men (sứ) có xu hướng được ưa chuộng hơn và đôi khi thủy tinh cũng được trộn vào, cũng như các vật liệu nhỏ khác như nút cổ chai và vỏ chai. Các nghệ sĩ tạo tác theo hình thức này có thể tạo ra các thiết kế ngẫu nhiên, các cảnh tượng, các mẫu hình học hoặc kết hợp của bất kỳ hình thức nào trong số này.
Mặc dù là một nghệ thuật dân gian, phương pháp này có thể có từ nhiều thế kỷ trước, nhưng hai thuật ngữ được sử dụng phổ biến nhất đều có nguồn gốc hiện đại trong tiếng Anh là Trencadís là một thuật ngữ tiếng Catalan có nghĩa là đập vụn, là tên của phương pháp này vì nó đã được hồi sinh vào đầu thế kỷ 20 trong khi pique assiette là tên gọi chung cho kỹ thuật bắt nguồn từ tiếng Pháp thì pique assiette ('kẻ trộm đĩa') là tên của kỹ thuật khảm này ám chỉ tính chất tái chế kiểu ốp  vật liệu. Tiếng Trung Quốc gọi là 嵌瓷-Qianci, nghĩa đen là đồ sứ dát.
Ở Việt Nam, nghệ thuật này xuất hiện đầu tiên ở Phú Xuân - Huế, xuất xứ trong dân gian và đến thế kỷ XVII, nghề khảm sành sứ trở thành nghệ thuật trang trí trong cung đình Huế và sau đó loại hình nghệ thuật này được truyền vào Nam Bộ. Khảm sành sứ là loại hình nghệ thuật được tạo hình bằng cách đục chìm bề mặt cần trang trí theo những kiểu trang trí tạo hình nhất định, sau đó xử lý mặt phẳng bằng chất kết dính, rồi đặt mảnh sành sứ lên đó. Các công trình tiêu biểu cho nghệ thuật khảm sành sứ ở Việt Nam có thể kể đến là tuyệt tác ở Lăng Khải Định và chùa Linh Phước (chùa Ve chai) ở Đà Lạt.